# Parti colorado (Paraguay)

Le drapeau du Parti colorado.

Pour les articles homonymes, voir Association nationale républicaine.
L'Association nationale républicaine - Parti colorado (ANR-PC) (en espagnol : Asociación Nacional Republicana - Partido Colorado), ou simplement Parti colorado, est un parti politique conservateur paraguayen, membre de l'Union des partis latino-américains. Il l'est l'un des deux principaux partis historiques du pays, avec son rival le Parti libéral radical authentique.
Depuis 1887, 21 présidents du Paraguay ont été membres du Parti colorado. Le parti est continuellement au pouvoir depuis 1947, à l'exception de la période 2008-2013.

## Histoire
Fondé le 11 septembre 1887 par Bernardino Caballero, le parti gouverne dès lors le pays jusqu'en 1904, puis de 1946 à 2008 sans interruption. De 1946 à 1962, il est même le seul parti autorisé.
Sous le régime de Stroessner le Paraguay devient un État-parti. L'octroi d'emplois publics en échange d'affiliations au Partido Colorado est devenu la norme.
Selon l'organisme de défense des droits humains au Paraguay, 18 772 personnes ont été victimes de torture, 332 ont disparu et 58 ont été exécutées pour raisons politiques sous Stroessner.
Après la chute de la dictature, le Parti colorado entre dans un important conflit interne, opposant, d'une part, les secteurs pro-patronaux alliés aux militaires, et, d’autre part, les représentants de la bureaucratie étatique. Ce conflit conduit notamment à l'’assassinat du vice-président José Maria Argaña et à l'incarcération du général Lino Oviedo, accusé d'une tentative de coup d’État en 1996.
Le parti perd le pouvoir à l'issue des élections générales d'avril 2008 et s'inscrit alors dans l'opposition au président Fernando Lugo jusqu'à la destitution de ce dernier en juin 2012. Le 21 avril 2013, Horacio Cartes remporte l'élection présidentielle et permet au Parti colorado de retrouver le pouvoir.
En 2018, le parti est traversé par des luttes intestines opposant les partisans d'Horacio Cartes à ceux de Mario Abdo.
En 2023, les élections présidentielles portent à nouveau au pouvoir un représentant du parti, en la personne de Santiago Peña.

## Controverses
Bien qu'il continue de détenir un rôle politique majeur au Paraguay, la réputation du Parti colorado reste associée aux affaires de corruption, de trafic de drogue et d'assassinats. 
Son influence s'expliquerait notamment par le facteur clientéliste. Selon Antonio Soljancic, de l'Université autonome d’Asuncion, « pour avoir un emploi, il faut montrer que vous êtes membre du parti. Le problème du Paraguay est que, bien que Stroessner ait disparu du champ politique, il a laissé un héritage que personne n'a essayé d'enterrer ». La quasi-totalité des fonctionnaires sont membres du parti.
En période électorale, le parti achète des votes avec des faveurs ou de l'argent, surtout dans les zones les plus nécessiteuses du pays, qui se trouvent être l'un des plus pauvres d'Amérique du Sud.